# Dharma Dreameater
Dharma Dreameater er en dansk animationsfilm fra 2007, der er instrueret af Edda Hrönn Kristinsdottir og Rasmus Møller.

## Handling
Dharma er en lille heks. Hun lever i et natbord i et forladt hus på toppen af en bakke; lige uden for byen. Hendes fletninger opfanger signaler, når et barn græder, fordi det har et mareridt.